# Prix Hô Chi Minh
Le prix Hô Chi Minh (vietnamien : Giải thưởng Hồ Chí Minh) est une distinction octroyée par le gouvernement vietnamien en récompense de mérites culturels et/ou scientifiques. Le prix a été créé par un décret en 1981 et a été décerné en 1996, 2000, 2005 et 2012 souvent à titre posthume,. Le prix porte le nom de Hô Chi Minh, et est considéré comme l'un des prix les plus prestigieux au Viêt Nam.

## Récipiendaires

### 1996
Sciences sociales
- Nguyễn Khánh Toàn (vi)
- Trần Huy Liệu (vi)
- Đặng Thai Mai (vi)
- Trần Văn Giàu (vi)
- Vũ Khiêu (vi)[6]
- Cao Xuân Huy (vi)
- Hồ Tôn Trinh (vi)
- Đinh Gia Khánh (vi)

Médecine
- Hồ Đắc Di (vi)
- Nguyễn Văn Hưởng (vi)
- Đặng Vũ Hỷ (vi)
- Phạm Ngọc Thạch (vi)
- Tôn Thất Tùng (vi)
- Đỗ Xuân Hợp (vi)
- Đặng Văn Ngữ
- Đặng Văn Chung
- Trần Hữu Tước (vi)
- Nguyễn Xuân Nguyên (vi)
- Trương Công Quyền (vi)
- Đỗ Tất Lợi (vi)
- Hoàng Tích Mịnh

Sciences naturelles et ingénierie
- Institut militaire d'ingénierie
- Trần Đại Nghĩa (vi)
- Tạ Quang Bửu (vi)
- Nguyễn Xiển (vi)
- Lê Văn Thiêm, math[7]
- Hoàng Tuỵ, math
- Đào Văn Tiến (vi)
- Nguyễn Văn Hiệu (vi)

Agriculture
- Lương Định Của (vi)
- Bùi Huy Đáp (vi)

Littérature
- Nam Cao
- Huy Cận
- Xuân Diệu
- Tố Hữu
- Nguyên Hồng (vi)
- Nguyễn Công Hoan
- Nguyễn Tuân
- Nguyễn Đình Thi
- Ngô Tất Tố (vi)[8]
- Chế Lan Viên (vi)
- Hải Triều (vi)
- Nguyễn Huy Tưởng (vi)
- Tế Hanh (vi)[9]
- Tô Hoài (vi)

Beaux-arts
- Tô Ngọc Vân (vi)[10]
- Nguyễn Sáng (vi)
- Nguyễn Tư Nghiêm (vi)
- Trần Văn Cẩn (vi)[11]
- Bùi Xuân Phái[12]
- Nguyễn Đỗ Cung (vi)
- Nguyễn Phan Chánh (vi)
- Diệp Minh Châu (vi)

Photographie
- Lâm Hồng Long (vi)
- Vũ Năng An (vi)
- Võ An Ninh (vi)
- Nguyễn Bá Khoản (vi)

Théâtre
- Học Phi (Chu Văn Tập) (vi)
- Trần Hữu Trang (vi)
- Tống Phước Phổ (vi)
- Đào Hồng Cẩm (Cao Mạnh Tùng) (vi)[13]
- Tào Mạt (Nguyễn Duy Thục) (vi)

Arts premiers
- Vũ Ngọc Phan
- Nguyễn Đổng Chi (vi)
- Cao Huy Đỉnh (vi)

Musique
- Đỗ Nhuận
- Lưu Hữu Phước
- Văn Cao
- Hoàng Việt
- Nguyễn Xuân Khoát

Danse
- Nguyễn Đình Thái Ly (vi)

Cinéma
- Nguyễn Hồng Sến (vi)

Architecture
- Nguyễn Cao Luyện (vi)
- Hoàng Như Tiếp
- Huỳnh Tấn Phát

### 2000
Sciences
- Divers prix

Littérature
- Bùi Đức Ái (Anh Đức) (vi)
- Nguyễn Minh Châu (writer) (vi)
- Nguyễn Khải (vi)
- Nguyễn Bính (vi)
- Nguyễn Văn Bổng (vi)
- Lưu Trọng Lư
- Nguyễn Quang Sáng (Nguyễn Sáng) (vi)
- Hoài Thanh (vi)
- Nguyễn Thi (Nguyễn Ngọc Tấn) (vi)
- Lê Khâm (Phan Tứ) (vi)
- Nông Quốc Chấn (vi)
- Trần Đình Đắc (Chính Hữu) (vi)
- Hồ Trọng Hiếu (Tú Mỡ) (vi)
- Hà Nghệ (Hà Xuân Trường) (vi)
- Nguyễn Đức Từ Chi (vi)

Beaux-arts
- Nguyễn Tiến Chung
- Huỳnh Văn Gấm
- Dương Bích Liên (vi)
- Hoàng Tích Chù (vi)
- Nguyễn Văn Tỵ (vi)[14]
- Nguyễn Hải
- Nguyễn Khang (vi)
- Nguyễn Sỹ Ngọc
- Nguyễn Thị Kim (vi)
- Lê Quốc Lộc

Photographie
- Đinh Đăng Định (vi)

Théâtre
- Thế Lữ (vi)
- Lộng Chương (vi)
- Lưu Quang Vũ (vi)[15]

Musique
- Huy Du
- Xuân Hồng
- Phan Huỳnh Điểu[16]
- Nguyễn Văn Tý
- Nguyễn Đức Toàn
- Hoàng Vân
- Nguyễn Văn Thương
- Hoàng Hiệp
- Trần Hoàn

### 2005
Sciences
- Khoa học xã hội (2 giải)[sửa]

Littérature
- Anh Thơ (writer) (vi)

Théâtre
- Nguyễn Đình Quang (vi)

Cinéma
- Đặng Nhật Minh[17]
- Nguyễn Hải Ninh
- Bùi Đình Hạc (vi)

### 2012
Sciences sociales
- Trần Quốc Vượng (vi)
- Hà Minh Đức (vi)
- Lê Trí Viễn (vi)
- Bùi Văn Ba

Sciences naturelles
- 49 prix
- Lê Bá Thảo
- Nguyễn Tăng Cường (vi)
- Trần Quang Ngọc

Médecine
- 8 prix

Musique
- Văn Chung
- Phạm Tuyên

Théâtre
- Nguyễn Đình Nghi  (vi)
- Dương Ngọc Đức
- Sỹ Tiến

Littérature
- Phạm Tiến Duật (vi)
- Hoàng Tích Chỉ (vi)
- Ma Văn Kháng (vi)
- Hữu Thỉnh (vi)
- Hồ Phương (vi)
- Đỗ Chu (vi)
- Lê Văn Thảo (vi)